# Lauri Markkanen
Lauri Elias Markkanen (født 22. maj 1997) er en finsk professionel basketballspiller, som spiller for NBA-holdet Utah Jazz. Han har været på All-Star holdet en gang i sin karriere, og vandt Most Improved Player-prisen i 2023.

## Baggrund
Begge hans forældre, Pekka Markkanen og Riikka Markkanen, spillede selv basketball. Hans storebror Eero Markkanen er professionel fodboldspiller.

## Klubkarriere

### Chicago Bulls
Markkanen blev draftet af Minnesota Timberwolves med det syvende valg i 2017 draften, og blev traded til Chicago Bulls med det samme, som del af aftalen der sendte Jimmy Butler til Minnesota. Han havde en god debutsæson, som resulterede i, at han blev inkluderet på All-Rookie First Team, som er de fem bedste rookies i sæsonen.
Markkanen spillede en fast rolle på holdet over de næste sæsoner trods skadesproblemer, men efter at Bulls hentede Daniel Theis og Nikola Vučević i marts 2021, så mistede Markkanen sin startplads, og måtte starte på bænken.

### Cleveland Cavaliers
Markkanen blev i august 2021 traded til Cleveland Cavaliers. Han blev i sin ene sæson i Cleveland brugt som small forward, som er usædvanligt for en spiller så høj som Markkanen, men denne taktik med at have tre store spillere på banen var en succes for holdet.

### Utah Jazz
Markkanen blev den 1. september 2022 traded til Utah Jazz som del af aftalen der sendte Donovan Mitchell til Cavaliers. Markkanen imponerede stort i sin debutsæson i Utah, hvor han gik fra at score 14,8 point per kamp til 25,6. Han blev i sæsonen for første gang i sin karriere del af All-Star holdet som den første nordiske spiller nogensinde. Han blev kåret som ligaens Most Improved Player ved sæsonens udgang.

## Landsholdskarriere
Markkanen spiller for Finlands landshold og har været del af flere turneringer med holdet.